# Maliuzui
Maliuzui (kinesiska: 麻柳嘴) är en köping i sydvästra Kina. Den ligger i stadsdistriktet Banan  i storstadsområdet Chongqing, omkring 39 kilometer öster om det centrala stadsdistriktet Yuzhong. Antalet invånare är 18 847. Befolkningen består av 9 307 kvinnor och 9 540 män. Barn under 15 år utgör 15,0 %, vuxna 15-64 år 66 %, och äldre över 65 år 18,0 %.